# Războiul Yavapai
Războiul Yavapai, cunoscut și sub denumirea de Războiul Tonto sau Războiul Apaș, a fost un conflict armat între Statele Unite și triburile Yavapai și Apașii Vestici din Arizona între 1871 și 1875. Cauza principală a conflictului a fost masacrul de la Camp Grant din 28 aprilie 1871, unde aproape 150 de Pinal și Apași Aravaipa au fost uciși de către războinicii O'odham și coloniștii americani. O parte din supraviețuitori au fugit spre nord în bazinul Tonto unde sperau să fie protejați de aliații lor Tonto și Yavapai. Ulterior au urmat o serie de companii militare organizate de armata Statelor Unite sub conducerea generalului George Crook în vederea reîntoarcerii ameridienilor în rezervație. Războiul a culminat cu Ziua Exodului, perioada în care Yavapaii au fost transferați din Rezervația Camp Verde în Rezervația San Carlos pe 27 februarie 1875. Conflictul nu trebuie confundat cu Războiul Chiricahua dintre Statele Unite și războinicii Chiricahua, în fruntea cărora se afla Conchise, între 1860 și 1873.